# Sadako 3D 2
Sadako 3D 2 è un film del 2013 diretto da Tsutomu Hanabusa e basato sul romanzo S di Kōji Suzuki.
Sequel del film Sadako 3D, si tratta del secondo film della serie Sadako 3D.

## Trama
Takanori Ando è in attesa che Akane Ayukawa dia alla luce la loro figlia. Nel frattempo una donna vestita di bianco è seduta in un giardino le cui piante sembrano avere una vita propria e legge le lettere di Seiji Kashiwada e borbotta che la bambina è nata. Un'altra donna sta accedendo il suo computer portatile nella sua stanza quando il marito la chiama; improvvisamente posseduta da una forza misteriosa proveniente dal suo computer portatile, la donna commette suicidio accoltellandosi un occhio.
Sono passati cinque anni dagli eventi del film precedente. Poiché Akane è morta dando alla luce Nagi, Takanori ha affidato la piccola alle cure dalla sua giovane sorella, Fuko. Takanori sta lavorando al Asakawa General Hospital da quando Akane è morta di parto.
Fuko è certa che ci sia qualcosa che non va in Nagi, visto che prende continue distanze dagli amici, ama disegnare strane immagini ed è sempre presente vicina a persone che hanno commesso suicidio. La donna chiede aiuto al suo psichiatra, il dottor Fumika Kamimura, il quale afferma che l'ansia di Fuko è unicamente dovuta al trauma subito per il suicidio della madre avvenuto anni prima. Mentre giocano al parco, un'amica di Nagi, Yuna, parla della morte di Akane e poco dopo viene trovata morta nel fiume vicino. Fuko inizia a diventare sempre più ansiosa man mano che le morti attorno alla bambina cominciano ad aumentare.
Al detective Mitsugi Kakiuchi viene assegnato il caso. Egli interroga il detective Yugo Koiso, che è rimasto disabile in seguito alle sue indagini su un caso simile avvenuto cinque anni prima. Koiso dice a Kakiuchi che i suicidi sono legati a Sadako Yamamura, la quale si era impossessata di Akane in modo da poter rinascere. Pochi secondi dopo, una forza misteriosa spinge la sedia a rotelle di Koiso giù per le scale causandone la morte. Kakiuchi trova la registrazione della videocamera di sicurezza prima dell'incidente del treno e vede Nagi guardare verso la telecamera. Il detective avvicina Takanori per ottenere informazioni su Nagi e Akane, ma il giovane si rifiuta di dare alcuna informazione. Mentre sta per andarsene, lascia accidentalmente cadere i suoi sacchetti di spazzatura dai quali escono ciocche di capelli neri.
Mentre Fuko sta pulendo la stanza di Takanori trova un armadio chiuso a chiave che contiene una foto di Takanori, Akane e Nagi, così come diverse lettere per Takanori da parte di Seiji Kashiwada che chiedono sulla salute di Nagi. Fuko si reca da Kashiwada, il quale è in attesa della sua esecuzione per l'omicidio di alcune giovani donne avvenuto cinque anni prima. Kashiwada rivela che Nagi non è figlio di Akane, ma di Sadako, e che l'unico modo per fermare Nagi è per Fuko di uccidersi o di uccidere Nagi. Sulla strada di casa, Fuko riceve una chiamata da parte del dottor Kamimura, che le chiede di incontrarla. Scoperto che la dottoressa è stata posseduta, Fuko scappa.
A casa, Fuko ha incubi riguardanti Nagi e Takanori che la attaccano. La donna decide quindi di uccidere Nagi gettandola in mare, ma poi ci ripensa. Fuko incontra Takanori e gli chiede di aiutare Nagi. Il giovane le mostra che Akane è in realtà ancora viva anche se in stato comatoso. Lui racconta a Fuko che da quando Sadako ha tentato di rinascere tramite Akane cinque anni prima, Akane ha permesso a se stessa di essere posseduta da Sadako per poterla così combattere dall'interno. Alla fine, Akane è rimasta incinta ed ha partorito Nagi, la quale non può essere riunita alla madre per paura che Sadako rinasca. Takanori rivela anche che Nagi non è responsabile per le morti che sono avvenute.
Il giorno dopo Fuko scopre che Nagi è scomparsa e Takanori la trova nell'ospedale presso il quale lavora. Takanori viene aggredito e picchiato da Kakiuchi, il quale vuole uccidere Nagi e Akane per fermare la maledizione, rivelando che sua moglie è morta proprio a causa dalla maledizione. Nagi scappa e si riunisce con Fuko, la quale le permette di riunirsi con la madre. Tuttavia, Akane viene uccisa da Kakiuchi: l'uomo poi commette suicidio. L'intera stanza viene inondata di sangue e compare Sadako che cattura Nagi, la quale viene però salvata da Fuko.
Alcuni giorni dopo Fuko e Nagi fanno un picnic in un prato, mentre la donna vestita di bianco, ancora seduta in giardino, legge l'ultima lettera di Kashiwada prima della sua esecuzione.

## Riprese
Le riprese del film sono iniziate il 9 marzo 2013 a Tokyo e nelle periferie della regione di Kantō. Le riprese sono terminate a fine aprile 2013.

## Incassi
Il film ha incassato 7.067.401 dollari entro il 29 settembre.